# Дворац Елц у Вуковару
Дворац Елц (хрв. Dvorac Eltz, њем. Schloss Eltz) барокна је палата у Вуковару у Хрватској. Дворац из 18. вијека сједиште је Градског музеја Вуковара. Дворац се раније налазио на наличју 20 хрватских куна, издање од 1993. до 2001. године. Палата је претрпила знатна оштећења током рата 1991. године. Међутим, након четири године рестаурације, претратни изглед је у потпуности враћен у октобру 2011. године.

## Историја
Филип Карл фон Елц-Кемпених (1665—1743), ерцканцелар Светог римског царства и кнез-надбискуп Мајнца, купио је 1736. године вуковарски посјед у Срему. Палату су првобитно градили између 1749. и 1751. потомци Филипа Карла из њемачке католичке племићке куће Елц и временом се постепено ширио. Посједи у близини Војне крајине били су изложени рацијама османских трупа и мјесних хајдука.
Након што су југословенски партизани стекли контролу над земљом крајем Другог свјетског рата, нова комунистичка власт конфисковала је дворац 1944. године, а породица грофа Јакоба из Елца била је приморана да напусти Вуковар. Вратио се 1990 из Елтвила на Рајни у Хрватску и постао заступник Хрватског сабора. Дворац Елц је претрпио велику штету током борби за Вуковар у рату у Хрватској.

## Галерија
- Дворишна фасада и башта
- Главна фасада

- Галерија Бауер и Стари водоторањ
- Оранжери и црква Светог Рока
- Оштећена кула и уништена зграда, прије реновирања
- Оштећена главна фасада, прије реновирања
- Кипови анђела у хералдичком окружењу, са рушевинама у позадини, прије реновирања